# Первое правительство Блюма
Первое правительство Блюма — кабинет министров, правивший Францией с 4 июня 1936 года по 21 июня 1937 года, в период Третьей французской республики, в следующем составе:
- Леон Блюм — председатель Совета министров;
- Эдуар Даладье — вице-председатель Совета министров и министр национальной обороны и войны;
- Ивон Дельбос — министр иностранных дел;
- Роже Саленгро — министр внутренних дел;
- Венсан Ориоль — министр финансов;
- Шарль Спинасс — министр национальной экономики;
- Жан-Батист Леба — министр труда;
- Марк Рукар — министр юстиции;
- Альфонс Ганье-Дюпар — морской министр;
- Пьер Кот — министр авиации;
- Жан Зей — министр национального образования;
- Альбер Ривье — министр пенсий;
- Жорж Монне — министр сельского хозяйства;
- Морис Моте — министр колоний;
- Альбер Бедус — министр общественных работ;
- Анри Селлье — министр здравоохранения;
- Робер Жардиллье — министр почт, телеграфов и телефонов;
- Поль Бастид — министр торговли;
- Камиль Шотан — государственный министр;
- Поль Фор — государственный министр;
- Морис Виоллетт — государственный министр;
- Лео Лагранж — заместитель государственного секретаря по досугу и спорту, т.е. министр спорта.

Изменения
- 18 ноября 1936 — Марс Дормуай сменяет Роже Саленгро на посту министра внутренних дел.